# Liste der Nintendo-Switch-Spiele/S
| Titel                                                          | Entwickler                              | Herausgeber                                               | Genre                                      | Handel | Veröffentlichung D/A/CH                    |
| -------------------------------------------------------------- | --------------------------------------- | --------------------------------------------------------- | ------------------------------------------ | ------ | ------------------------------------------ |
| Saboteur!                                                      | SimFabric                               | SimFabric                                                 | Action                                     | Nein   | 9. November 2018                           |
| Saboteur II: Avenging Angel                                    | SimFabric                               | SimFabric                                                 | Action                                     | Nein   | 2. August 2019                             |
| Sacred Stones                                                  | CFK                                     | CFK                                                       | Platformer                                 | Nein   | 23. Dezember 2019                          |
| Safari Pinball                                                 | Super PowerUp Games                     | Super PowerUp Games                                       | Flipper                                    | Nein   | 18. Oktober 2019                           |
| Safety First!                                                  | JCO                                     | Headup Games                                              | Puzzle                                     | Nein   | 1. April 2019                              |
| SaGA Scarlet Grace: Ambitions                                  | Square Enix                             | Square Enix                                               | Rollenspiel                                | Nein   | 3. Dezember 2019                           |
| Sagebrush                                                      | Redact Games                            | Ratalaika Games                                           | Adventure                                  | Nein   | 9. August 2019                             |
| Saints Row: The Third - The Full Package                       | Deep Silver Volition                    | Koch Media                                                | Third-Person-Shooter                       | Ja     | 10. Mai 2019                               |
| Saints Row IV: Re-Elected                                      | Deep Silver Volition                    | Koch Media                                                | Third-Person-Shooter                       | Ja     | 27. März 2020                              |
| Sally’s Law                                                    | Nanali Studios                          | Nanali Studios                                            | Platformer                                 | Nein   | 5. April 2018                              |
| Salt and Sanctuary                                             | Ska Studios                             | Ska Studios                                               | Action-Rollenspiel                         | Nein   | 2. August 2018                             |
| Samsara: Deluxe Edition                                        | Marker                                  | Marker                                                    | Puzzle                                     | Nein   | 3. Januar 2019                             |
| Samurai Aces                                                   | Zerodiv                                 | Zerodiv                                                   | Shoot 'em up                               | Nein   | 15. Februar 2018                           |
| Samurai Defender: Ninja Warfare                                | Link Kit                                | Flyhigh Works                                             | Tower Defense                              | Nein   | 7. Juni 2018                               |
| Samurai Shodown                                                | SNK                                     | Koch Media                                                | Fighting                                   | Ja     | 25. Februar 2020                           |
| Santa Tracker                                                  | Onteca                                  | Onteca                                                    | Lernsoftware                               | Nein   | 7. Dezember 2018                           |
| Satazius NEXT                                                  | ASTRO PORT                              | Storybird                                                 | Shoot 'em up                               | Nein   | 14. Mai 2020                               |
| Saturday Morning RPG                                           | Mighty Rabbit Studios                   | Mighty Rabbit Studios Retail: Limited Run Games           | Rollenspiel                                | Ja     | 26. April 2018 Retail: 8. Juni             |
| Sausage Sports Club                                            | Luckshot Games                          | Luckshot Games                                            | Sport                                      | Nein   | 19. Juli 2018                              |
| Save Koch                                                      | Wooden Monkeys                          | OverGamez                                                 | Strategie Simulation                       | Nein   | 6. März 2020                               |
| Save me Mr Tako: Tasukete Tako-San                             | Nicalis                                 | Nicalis                                                   | Platformer                                 | Nein   | 30. Oktober 2018                           |
| Save the Ninja Clan                                            | Sometimes You                           | Sometimes You                                             | Platformer                                 | Nein   | 27. April 2018                             |
| Save Your Nuts                                                 | Triple Scale Games                      | Triple Scale Games                                        | Sport                                      | Nein   | 16. April 2020                             |
| Sayonara Wild Hearts                                           | Annapurna Interactive                   | Annapurna Interactive                                     | Adventure                                  | Nein   | 19. September 2019                         |
| Scarlett Mysteries: Cursed Child                               | World-Loom                              | Artifex Mundi                                             | Puzzle                                     | Nein   | 14. November 2019                          |
| Scalextric                                                     | Sabec                                   | Sabec                                                     | Rennspiel                                  | Nein   | 12. Juni 2018                              |
| Scheming Through The Zombie Apocalypse: The Beginning          | Entertainment Forge                     | Ratalaika Game                                            | Adventure                                  | Nein   | 20. September 2019                         |
| Schlag den Star: Das Spiel                                     | Lost the Game Studios                   | bitComposer Games                                         | Party                                      | Ja     | 29. September 2017                         |
| Scrap                                                          | Ultimate Games                          | Ultimate Games                                            | Platformer                                 | Nein   | 21. Juni 2019                              |
| SCRAP RUSH!!                                                   | Acquire                                 | Acquire                                                   | Beat ’em up                                | Nein   | 20. Juni 2019                              |
| Screencheat: Unplugged                                         | Samurai Punk                            | Samurai Punk                                              | Shoot 'em Up                               | Nein   | 29. November 2018                          |
| Scribblenauts Mega Pack                                        | Shiver Entertainment                    | WB Games                                                  | Puzzle                                     | Nein   | 18. September 2018                         |
| Scribblenauts Showdown                                         | Shiver Entertainment                    | WB Games                                                  | Party                                      | Ja     | 9. März 2018                               |
| SkyScrappers                                                   | Ant Workshop                            | Ant Workshop                                              | Arcade                                     | Nein   | 29. Oktober 2018                           |
| Sea King                                                       | Interactive Stone                       | Interactive Stone                                         | Action                                     | Nein   | 17. Juni 2019                              |
| Sea Salt                                                       | YCJY Games                              | YCJY Games                                                | Strategie                                  | Nein   | 22. Oktober 2019                           |
| SeaBed                                                         | Fruitbat Factory                        | Fruitbat Factory                                          | Visual Novel                               | Nein   | 19. März 2020                              |
| Seaking Hunter                                                 | Cosen                                   | Cosen                                                     | Adventure Shoot 'em up                     | Nein   | 12. Dezember 2019                          |
| Season Match HD                                                | URSE Games                              | Markt+Technik                                             | Puzzle                                     | Ja     | 18. Oktober 2018 eShop: 29. November 2018  |
| Season Match 2 HD                                              | URSE Games                              | Markt+Technik                                             | Puzzle                                     | Ja     | 15. April 2019 eShop: 30. Mai 2019         |
| Secrets of Magic - The Book of Spells                          | Joindots                                | Joindots                                                  | Adventure Puzzle                           | Nein   | 18. April 2019                             |
| Seeders Puzzle Reboot                                          | Bigosaur                                | Bigosaur                                                  | Puzzle                                     | Nein   | 26. Juli 2019                              |
| Seek Hearts                                                    | Exe-Create                              | Kemco                                                     | Rollenspiel                                | Nein   | 16. Januar 2020                            |
| Sephirothic Stories                                            | Kemco                                   | Kemco                                                     | Rollenspiel Adventure                      | Nein   | 4. April 2019                              |
| SEGA AGES Alex Kidd in Miracle World                           | Sega                                    | Sega                                                      | Adventure Platformer                       | Nein   | 28. März 2019                              |
| SEGA AGES Columns II                                           | Sega                                    | Sega                                                      | Puzzle                                     | Nein   | 17. Oktober 2019                           |
| SEGA AGES Fantasy Zone                                         | Sega                                    | Sega                                                      | Shoot ’em up                               | Nein   | 23. Januar 2020                            |
| SEGA AGES G-LOC: Air Battle                                    | Sega                                    | Sega                                                      | Shoot ’em up                               | Nein   | 20. April 2020                             |
| SEGA AGES Gain Ground                                          | Sega                                    | Sega                                                      | Shoot ’em up                               | Nein   | 28. März 2019                              |
| SEGA AGES Ichidant-R                                           | Sega                                    | Sega                                                      | Puzzle                                     | Nein   | 17. Oktober 2019                           |
| SEGA AGES Out Run                                              | Sega                                    | Sega                                                      | Rennspiel                                  | Nein   | 10. Januar 2019                            |
| SEGA AGES Phantasy Star                                        | Sega                                    | Sega                                                      | Action-Strategie                           | Nein   | 13. Dezember 2018                          |
| SEGA AGES Puyo Puyo                                            | Sega                                    | Sega                                                      | Puzzle                                     | Nein   | 22. August 2019                            |
| SEGA AGES Puyo Puyo 2                                          | Sega                                    | Sega                                                      | Puzzle                                     | Nein   | 20. Februar 2020                           |
| SEGA AGES Shinobi                                              | Sega                                    | Sega                                                      | Beat ’em up                                | Nein   | 23. Januar 2020                            |
| SEGA AGES Sonic the Hedgehog                                   | Sega                                    | Sega                                                      | Platformer                                 | Nein   | 20. September 2018                         |
| SEGA AGES Sonic the Hedgehog 2                                 | Sega                                    | Sega                                                      | Platformer                                 | Nein   | 20. Februar 2020                           |
| SEGA AGES Space Harrier                                        | Sega                                    | Sega                                                      | Shoot ’em up                               | Nein   | 22. August 2019                            |
| SEGA AGES Thunder Force IV                                     | Sega                                    | Sega                                                      | Shoot ’em up                               | Nein   | 20. September 2018                         |
| SEGA AGES Virtua Racing                                        | Sega                                    | Sega                                                      | Rennspiel                                  | Nein   | 27. Juni 2019                              |
| SEGA AGES Wonder Boy: Monster Land                             | Sega                                    | Sega                                                      | Platformer                                 | Nein   | 27. Juni 2019                              |
| Sega Mega Drive Classics                                       | Sega                                    | Sega                                                      | Spielesammlung                             | Ja     | 6. Dezember 2018                           |
| Selma and the Wisp                                             | Toucan Studio                           | Ultimate Games                                            | Adventure Platformer                       | Nein   | 31. Mai 2019                               |
| Semblance                                                      | Nyamakop                                | Nyamakop                                                  | Platformer                                 | Nein   | 24. Juli 2018                              |
| Semispheres                                                    | Vivid Helix                             | Vivid Helix                                               | Puzzle Strategie                           | Nein   | 14. September 2017                         |
| Senran Kagura Peach Ball                                       | Marvelous                               | Marvelous Europe                                          | Flipper                                    | Nein   | 9. Juli 2019                               |
| SEN: Seven Eight Nine                                          | Indie Champions Ltd                     | Indie Champions Ltd                                       | Musik                                      | Nein   | 5. Februar 2020                            |
| Senran Kagura Reflexions                                       | Marvelous                               | Marvelous Europe                                          | Simulation                                 | Nein   | 13. September 2018                         |
| Serial Cleaner                                                 | iFun4All                                | Curve Digital                                             | Stealth Action                             | Nein   | 30. November 2017                          |
| Served!                                                        | Chromatic Room                          | Light Maze                                                | Rennspiel                                  | Nein   | 27. Februar 2020                           |
| Severed                                                        | DrinkBox Studios                        | DrinkBox Studios                                          | Action                                     | Nein   | 8. August 2017                             |
| Shadow Bug                                                     | Muro Studios                            | Muro Studios                                              | Puzzle                                     | Nein   | 30. März 2018                              |
| Shadow Blade: Reload                                           | Dead Mage                               | Dead Mage                                                 | Action Platformer                          | Nein   | 30. März 2019                              |
| Shadow Fight 2                                                 | Nekki                                   | Nekki                                                     | Fighting                                   | Nein   | 13. September 2018                         |
| Shadow of Adam                                                 | Something Classic Games                 | Circle Entertainment                                      | Adventure Rollenspiel                      | Nein   | 3. Mai 2019                                |
| Shadow of Loot Box                                             | Ratalaika Games                         | Ratalaika Games                                           | Adventure                                  | Nein   | 6. November 2018                           |
| Shadows                                                        | MrCiastku                               | Ultimate Games                                            | Adventure                                  | Nein   | 10. März 2020                              |
| Shadows 2: Perfidia                                            | MrCiastku                               | Ultimate Games                                            | Adventure                                  | Nein   | 6. August 2019                             |
| Shakedown: Hawaii                                              | Vblank Entertainment                    | Vblank Entertainment                                      | Action-Adventure                           | Nein   | 7. Mai 2019 Retail: 2019                   |
| Shalnor Legends: Sacred Lands                                  | EntwicklerX                             | EntwicklerX                                               | Adventure Rollenspiel                      | Nein   | 26. April 2019                             |
| Shanky: The Vegan’s Nightmare                                  | Artvision Games                         | Artvision Games                                           | Platformer                                 | Nein   | 1. Februar 2019                            |
| Shantae: Half-Genie Hero                                       | WayForward                              | WayForward Retail: PQube                                  | Action Platformer                          | Ja     | 8. Juni 2017 Retail: 27. April 2018        |
| Shantae and the Pirate’s Curse                                 | WayForward                              | WayForward                                                | Action Plattformer                         | Nein   | 20. März 2018                              |
| Shantae and the Seven Sirens                                   | WayForward                              | WayForward                                                | Action Plattformer                         | Nein   | 4. Juni 2020                               |
| Shape of the World                                             | Seaven Studio Hollow Tree Games         | Plug In Digital                                           | Adventure                                  | Nein   | 6. Juni 2018                               |
| Shaq Fu: A Legend Reborn                                       | Big Deez Productions                    | Saber Interactive                                         | Fighting                                   | Ja     | 5. Juni 2018                               |
| She and the Light Bearer                                       | Mojiken Studio                          | Toge Productions                                          | Adventure                                  | Nein   | 6. Mai 2019                                |
| She Remembered Caterpillars                                    | Jumpsuit Entertainment UG               | Ysbryd Games                                              | Puzzle                                     | Nein   | 28. März 2019                              |
| She Sees Red - Interactive Movie                               | Rhinotales                              | Rhinotales                                                | FMV Adventure                              | Nein   | 21. Mai 2020                               |
| Steel Rain                                                     | PolarityFlow                            | PolarityFlow                                              | Shoot 'em up                               | Nein   | 21. Mai 2020                               |
| Sheep in Hell                                                  | EnjoyUp Games                           | EnjoyUp Games                                             | Action                                     | Nein   | 26. Juli 2018                              |
| Sheep Patrol                                                   | Vivid Games                             | QubicGames                                                | Puzzle                                     | Nein   | 25. Dezember 2019                          |
| Shelter Generations                                            | Circle Entertainment                    | Circle Entertainment Retail: Super Rare Games             | Survival                                   | Ja     | 12. April 2018 Retail: 12. Juli 2018       |
| Sheltered                                                      | Unicube                                 | Team17                                                    | Simulation                                 | Nein   | 18. Dezember 2018                          |
| Shephy                                                         | Arc System Works                        | Arc System Works                                          | Puzzle                                     | Nein   | 6. Juli 2017                               |
| Shift Happens                                                  | Deadalic Entertainment                  | Deadalic Entertainment                                    | Platformer                                 | Nein   | 10. Oktober 2018                           |
| Shift Quantum                                                  | Red Panda Interactive                   | Fishing Cactus                                            | Puzzle                                     | Nein   | 30. Mai 2018                               |
| Shiftlings – Enhanced Edition                                  | Rock Pocket Games                       | Rock Pocket Games                                         | Platformer                                 | Nein   | 1. Februar 2018                            |
| Shikhondo: Soul Eater                                          | DeerFarm Digerati Do Games              | Digerati                                                  | Shoot 'em up                               | Nein   | 6. September 2018                          |
| Shin Megami Tensei III Nocturne HD Remaster                    | Atlus                                   | Sega                                                      | Rollenspiel                                | Ja     | 25. Mai 2021                               |
| Shin Megami Tensei V                                           | Atlus                                   | Nintendo                                                  | Rollenspiel                                | Ja     | 12. November 2021                          |
| Shin Megami Tensei V: Vengeance                                | Atlus                                   | Sega                                                      | Rollenspiel                                | Ja     | 14. Juni 2024                              |
| Shining Resonance Refrain                                      | Sega                                    | Sega                                                      | Rollenspiel                                | Ja     | 10. Juli 2018                              |
| Shinobi Spirits S: Legend of Heroes                            | Tom Create                              | Tom Create                                                | Adventure Rollenspiel                      | Nein   | 1. August 2019                             |
| Shinsekai Into the Depths                                      | Capcom                                  | Capcom                                                    | Adventure                                  | Nein   | 26. März 2020                              |
| Shiny Ski Resort                                               | Kairosoft                               | Kairosoft                                                 | Simulation                                 | Nein   | 6. Februar 2020                            |
| Shio                                                           | Coconut Island Games                    | Coconut Island Games                                      | Platformer                                 | Nein   | 9. August 2018                             |
| Ship Sim 2020                                                  | Ovilex Soft                             | Ovilex Soft                                               | Simulation                                 | Nein   | 12. Juni 2020                              |
| Shipped                                                        | Majorariatto                            | QubicGames                                                | Action                                     | Nein   | 11. Oktober 2019                           |
| Ships                                                          | Ultimate Games                          | Ultimate Games                                            | Simulation Strategie                       | Nein   | 5. November 2019                           |
| Shovel Knight: King of Cards                                   | Yacht Club Games                        | Yacht Club Games                                          | Platformer                                 | Nein   | 10. Dezember 2019                          |
| Shovel Knight: Showdown                                        | Yacht Club Games                        | Yacht Club Games                                          | Platformer                                 | Nein   | 10. Dezember 2019                          |
| Shovel Knight: Spector of Torment                              | Yacht Club Games                        | Yacht Club Games                                          | Platformer                                 | Nein   | 3. März 2017                               |
| Shovel Knight: Treasure Trove                                  | Yacht Club Games                        | Yacht Club Games                                          | Platformer                                 | Nein   | 3. März 2017 Retail: 2019                  |
| Shred! 2 - Freeride Mountainbiking                             | ASBO Interactive                        | ASBO Interactive                                          | Arcade                                     | Nein   | 1. März 2019                               |
| Shu                                                            | Coatsink                                | Coatsink                                                  | Platformer                                 | Nein   | 23. Januar 2018                            |
| Siegecraft Commander                                           | Blowfish Studios                        | Blowfish Studios                                          | Echtzeit-Strategie                         | Nein   | 19. September 2018                         |
| Sigi: A Fart for Melusina                                      | Forever Entertainment                   | Forever Entertainment                                     | Arcade                                     | Nein   | 7. September 2018                          |
| Silence                                                        | Daedalic                                | Daedalic                                                  | Adventure                                  | Ja     | 3. April 2019                              |
| Silent World                                                   | CFK                                     | CFK                                                       | Adventure                                  | Nein   | 19. März 2020                              |
| Silk                                                           | Huey Games                              | Huey Games                                                | Adventure Rollenspiel                      | Nein   | 11. Oktober 2019                           |
| SIMULACRA                                                      | Kaigan Games                            | Wales Interactive                                         | Adventure Simulation                       | Nein   | 3. Dezember 2019                           |
| Sinless                                                        | MGP Studios                             | Forever Entertainment                                     | Adventure                                  | Nein   | 23. Januar 2020                            |
| Sinner: Sacrifice For Redemption                               | Dark Star Game Studios                  | Another Indie Studio                                      | Adventure                                  | Nein   | 18. Oktober 2018                           |
| Sine Mora EX                                                   | Digital Reality Grasshopper Manufacture | THQ Nordic                                                | Shoot 'em up                               | Ja     | 10. Oktober 2017                           |
| Sin Slayers: Enhanced Edition                                  | Black Tower Games                       | Black Tower Games                                         | Adventure                                  | Nein   | 26. März 2020                              |
| Sir Eatsalot                                                   | Behind The Stone                        | Behind The Stone                                          | Platformer                                 | Nein   | 9. Januar 2020                             |
| Siralim 3                                                      | Bullet Computers                        | Bullet Computers                                          | Rollenspiel                                | Nein   | 5. Juli 2019                               |
| Sisters Royale: Five Sisters Under Fire                        | Alfa System                             | Chorus Worldwide Games                                    | Shoot 'em up                               | Nein   | 30. Januar 2020                            |
| Six Sides of the World Enhanced                                | Cybernetik Design                       | Talking About Media                                       | Puzzle                                     | Ja     | 4. Oktober 2018                            |
| Skee-Ball                                                      | Ocean Media                             | Ocean Media                                               | Simulation                                 | Nein   | 19. April 2018                             |
| Skelattack                                                     | Konami                                  | Konami                                                    | Adventure                                  | Nein   | 2. Juni 2020                               |
| Skelittle: A Giant Party!                                      | Bubble Studios                          | Plug In Digital                                           | Party                                      | Nein   | 28. November 2019                          |
| Skellboy                                                       | Umaiki Games                            | Fabraz                                                    | Adventure                                  | Nein   | 30. Januar 2020                            |
| Skelly Selest                                                  | Stage Clear Studios                     | Digerati                                                  | Action                                     | Nein   | 24. Mai 2019                               |
| Ski Sniper                                                     | Crazy Rocks                             | Ultimate Games                                            | Ego-Shooter                                | Nein   | 28. Februar 2020                           |
| Skies of Fury DX                                               | Illumination Games Seed Interactive     | Seed Interactive                                          | Action                                     | Nein   | 12. April 2018                             |
| Skull Rogue                                                    | Gnelf                                   | Drageus Games                                             | Rollenspiel                                | Nein   | 28. Februar 2020                           |
| Skullgirls 2nd Encore                                          | Lab Zero Games                          | Skybound Entertainment                                    | Fighting                                   | Nein   | 22. Oktober 2019                           |
| Skulls of the Shogun: Bone-A-Fide Edition                      | 17-Bit                                  | Golem Entertainment                                       | Rundenbasiertes Strategiespiel             | Nein   | 11. Juli 2019                              |
| Sky Force Anniversary                                          | Infinite Dreams                         | Infinite Dreams                                           | Shoot 'em up                               | Nein   | 8. November 2018                           |
| Sky Force Reloaded                                             | Infinite Dreams                         | Infinite Dreams                                           | Shoot 'em up                               | Nein   | 1. Februar 2018                            |
| Sky Gamblers: Afterburner                                      | Atypical Games                          | Atypical Games                                            | Action Simulation                          | Nein   | 7. Februar 2019                            |
| Sky Gamblers: Storm Raiders                                    | Atypical Games                          | Atypical Games                                            | Action Simulation                          | Nein   | 23. August 2018                            |
| Sky Gamblers: Storm Raiders 2                                  | Atypical Games                          | Atypical Games                                            | Action Simulation                          | Nein   | 31. Oktober 2019                           |
| Sky Racket                                                     | Double Dash Studios                     | Double Dash Studios                                       | Shoot 'em up                               | Nein   | 17. März 2020                              |
| Sky Ride                                                       | Mutan Inc.                              | Mutan Inc.                                                | Action Shooter                             | Nein   | 28. August 2017                            |
| Sky Rogue                                                      | Fractal Phase                           | Fractal Phase                                             | Simulation                                 | Nein   | 26. April 2018                             |
| Skybolt Zack                                                   | DEVS MUST DIE                           | GMG Label                                                 | Arcade                                     | Nein   | 7. November 2019                           |
| Skyhill                                                        | Klabater                                | Klabater                                                  | Adventure                                  | Nein   | 26. Februar 2019                           |
| Skylanders: Imaginators (nicht im Nintendo eShop erhältlich)   | Toys for Bob Vicarious Visions          | Activision                                                | Action-Adventure                           | Ja     | 3. März 2017                               |
| Skypeace                                                       | Sonic Powered                           | Sonic Powered                                             | Action                                     | Nein   | 26. April 2018                             |
| SkyTime                                                        | Sometimes You                           | Sometimes You                                             | Puzzle                                     | Nein   | 5. November 2018                           |
| Slain: Back from Hell                                          | Wolf Brew Games Stage Clear Studios     | Digerati Retail: Merge Games                              | Plattformer                                | Ja     | 7. Dezember 2017 Retail: 19. Juli 2018     |
| Slam Land                                                      | Bread Machine                           | Bread Machine                                             | Fighting                                   | Nein   | 7. August 2018                             |
| Slay The Spire                                                 | Humble Bundle                           | Humble Bundle                                             | Kartenspiel                                | Nein   | 6. Juni 2019                               |
| Slayaway Camp: Butcher’s Cut                                   | Blue Wizard Digital Stage Clear Studios | Stage Clear Studios                                       | Puzzle                                     | Nein   | 22. März 2018                              |
| Slayin 2                                                       | Pixel Licker                            | FDG Entertainment                                         | Rollenspiel                                | Nein   | 7. Mai 2020                                |
| Sleep Tight                                                    | We Are Fuzzy                            | We Are Fuzzy                                              | Twin-stick Shooter                         | Nein   | 24. Januar 2018                            |
| Slender: The Arrival                                           | Blue Isle Studios                       | Blue Isle Studios                                         | Adventure                                  | Nein   | 20. Juni 2019                              |
| Slice, Dice & Rice                                             | Arc System Works                        | Arc System Works                                          | Fighting                                   | Nein   | 6. September 2018                          |
| Slime-san                                                      | Fabraz                                  | Headup Games Retail: Limited Run Games                    | Platformer                                 | Ja     | 3. August 2017 Retail: 22. Juni 2018       |
| Slime Tactics                                                  | Altairworks                             | Flyhigh Works                                             | Rundenbasiertes Strategiespiel Rollenspiel | Nein   | 18. Januar 2018                            |
| Sling Ming                                                     | Good Night Brave Warrior                | Good Night Brave Warrior                                  | Puzzle                                     | Nein   | 5. April 2018                              |
| Slot                                                           | Sabec                                   | Sabec                                                     | Casino                                     | Nein   | 25. März 2020                              |
| Smash Rush                                                     | isTom Games                             | isTom Games                                               | Action                                     | Nein   | 5. Dezember 2019                           |
| Smashing the Battle                                            | Studio HG                               | Platinum Rocket                                           | Adventure Action                           | Nein   | 4. April 2019                              |
| SmileBASIC 4                                                   | SmileBoom                               | SmileBoom                                                 | Simulation                                 | Nein   | 23. April 2020                             |
| SMITE                                                          | Hi-Rez Studios                          | Hi-Rez Studios                                            | Heldenshooter                              | Nein   | 24. Januar 2019                            |
| Smoke and Sacrifice                                            | Solar Sail Games                        | Curve Digital Retail: Super Rare Games                    | Rollenspiel                                | Ja     | 31. Mai 2018 Retail: 16. Januar 2020       |
| Smoots Summer Games                                            | KanedaGames                             | JanduSoft                                                 | Sport                                      | Nein   | 25. Juli 2019                              |
| Snack World: Die Schatzjagd - Gold                             | Level 5                                 | Level 5                                                   | RPG                                        | Ja     | 14. Februar 2020                           |
| Snake Pass                                                     | Sumo Digital                            | Sumo Digital Retail: Super Rare Games                     | Action Puzzle                              | Ja     | 29. März 2017 Retail: 8. November 2018     |
| Snake vs Snake                                                 | Causal Bit Games                        | Causal Bit Games                                          | Arcade                                     | Nein   | 26. September 2018                         |
| Snakes & Ladders                                               | Sabec                                   | Sabec                                                     | Brettspiel                                 | Nein   | 29. Mai 2020                               |
| Snakeybus                                                      | Stage Clear Studios                     | Digerati                                                  | Action                                     | Nein   | 2. April 2019                              |
| Sniper                                                         | Sabec                                   | Sabec                                                     | Ego-Shooter                                | Nein   | 16. April 2020                             |
| Sniper Elite V2 Remastered                                     | Rebellion                               | Rebellion                                                 | Ego-Shooter                                | Ja     | 14. Mai 2019 Retail: 21. Mai 2018          |
| Sniper Elite 3 Ultimate Edition                                | Rebellion                               | Rebellion                                                 | Ego-Shooter                                | Ja     | 1. Oktober 2019                            |
| Snipperclips: Zusammen schneidet man am besten ab!             | SFB Games                               | Nintendo                                                  | Puzzle                                     | Nein   | 3. März 2017                               |
| Snipperclips Plus: Zusammen schneidet man am besten ab!        | SFB Games                               | Nintendo                                                  | Puzzle                                     | Ja     | 10. November 2017                          |
| SNK 40th Anniversary Collection                                | SNK Digital Eclipse                     | NIS America                                               | Arcade                                     | Ja     | 16. November 2018                          |
| SNK Heroines – Tag Team Frenzy                                 | SNK                                     | NIS America                                               | Fighting                                   | Ja     | 7. September 2018                          |
| Snooker 19                                                     | Ripstone                                | Ripstone                                                  | Billiard                                   | Nein   | 23. August 2019                            |
| Snow Battle Princess Sayuki                                    | Starfish-SD                             | Ninja Games Japan                                         | Shooter                                    | Nein   | 28. März 2019                              |
| Snow Moto Racing Freedom                                       | Zordix                                  | BigBen Interactive                                        | Rennspiel                                  | Ja     | 24. November 2017                          |
| So Many Me: Extended Edition                                   | Extend Interactive                      | Starcaster Games                                          | Adventure                                  | Nein   | 17. Januar 2020                            |
| Soap Dodgem                                                    | Lost Doogs                              | Lost Doogs                                                | Puzzle                                     | Nein   | 15. November 2018                          |
| SoccerDie: Cosmic Cup                                          | Pipeworks Studios                       | Pipeworks Studios                                         | Fußball                                    | Nein   | 21. November 2019                          |
| Soccer Slammers                                                | Atooi                                   | Atooi                                                     | Arcade                                     | Nein   | 14. Juni 2018                              |
| Sol Divide: Sword of Darkness                                  | Zerodiv                                 | Zerodiv                                                   | Arcade                                     | Nein   | 22. März 2018                              |
| Solar Flux                                                     | Firebrand Games                         | Firebrand Games                                           | Puzzle                                     | Nein   | 11. Dezember 2018                          |
| Soldam: Fallen lassen, Verbinden, Löschen                      | City Connection                         | Dispatch Games                                            | Puzzle                                     | Nein   | 27. Juni 2019                              |
| Solitair                                                       | BigBen Interactive                      | BigBen Interactive                                        | Kartenspiel                                | Nein   | 6. November 2018                           |
| Solitair Battle Royale                                         | Making                                  | Making                                                    | Kartenspiel                                | Nein   | 16. Oktober 2018                           |
| Solitaire Deluxe Bundle - 3 in 1                               | Baltoro Games                           | Baltoro Games                                             | Kartenspiel                                | Nein   | 10. April 2020                             |
| Solitaire Klondike BLACK                                       | G-mode                                  | G-mode                                                    | Kartenspiel                                | Nein   | 17. Januar 2019                            |
| Solo: Islands of the Heart                                     | Team Gotham                             | Merge Games                                               | Adventure Platformer                       | Nein   | 1. August 2019                             |
| SolSeraph                                                      | ACE Team                                | Sega                                                      | Platformer                                 | Nein   | 10. Juli 2019                              |
| Solstice Chronicles: MIA                                       | Ironward                                | Circle Entertainment                                      | Twin-stick Shooter                         | Nein   | 7. Februar 2019                            |
| Some Distant Memory                                            | Galvanic Games                          | Way Down Deep                                             | Adventure                                  | Nein   | 14. November 2019                          |
| Son of a Witch                                                 | Bigosaur                                | Bigosaur                                                  | Action                                     | Nein   | 5. Dezember 2018                           |
| Songbird Symphony                                              | Joysteak Studios                        | PQube Limited                                             | Platformer                                 | Nein   | 25. Juli 2019                              |
| Songbringer                                                    | Wizard Fu Games                         | Double Eleven                                             | Action-Rollenspiel                         | Nein   | 31. Mai 2018                               |
| Sonic Colours: Ultimate                                        | Blind Squirrel Games                    | Sega                                                      | Platformer                                 | Ja     | 7. September 2021                          |
| Sonic Forces                                                   | Sonic Team                              | Sega                                                      | Platformer                                 | Ja     | 7. November 2017                           |
| Sonic Frontiers                                                | Sonic Team                              | Sega                                                      | Platformer                                 | Ja     | 8. November 2022                           |
| Sonic Mania                                                    | Headcannon PagodaWest Games Tantalus    | Sega                                                      | Platformer                                 | Nein   | 15. August 2017                            |
| Sonic Mania Plus                                               | Headcannon PagodaWest Games Tantalus    | Sega                                                      | Platformer                                 | Ja     | 17. Juli 2018                              |
| Sonic Origins                                                  | Sonic Team Headcannon                   | Sega                                                      | Platformer                                 | Nein   | 23. Juni 2022                              |
| Sonic Origins Plus                                             | Sonic Team Headcannon                   | Sega                                                      | Platformer                                 | Ja     | 23. Juni 2023                              |
| Sonic Superstars                                               | Sonic Team Arzest                       | Sega                                                      | Platformer                                 | Ja     | 17. Oktober 2023                           |
| Sonic X Shadow Generations                                     | Sonic Team                              | Sega                                                      | Platformer                                 | Ja     | 22. Oktober 2024 Retail: 25. Oktober       |
| Sorry, James                                                   | Nestor Yavorskyy                        | Nestor Yavorskyy                                          | Puzzle                                     | Nein   | 16. Januar 2020                            |
| Soul Axiom Rebooted                                            | Wales Interactive                       | Wales Interactive                                         | Adventure Puzzle                           | Nein   | 27. Februar 2020                           |
| Soul Knight                                                    | Shenzhen Liangwu Youxi                  | Shenzhen Liangwu Youxi                                    | Shoot 'em up                               | Nein   | 4. Oktober 2019                            |
| Soul Searching                                                 | Kayabros                                | QubicGames                                                | Adventure                                  | Nein   | 25. Oktober 2019                           |
| Soulblight                                                     | My Next Games                           | My Next Games                                             | Action-Rollenspiel                         | Nein   | 4. Oktober 2018                            |
| Soulslayer                                                     | Navila Software Japan                   | Navila Software Japan                                     | Visual Novel                               | Nein   | 1. Oktober 2019                            |
| South Park: Die rektakuläre Zerreißprobe                       | Ubisoft                                 | Ubisoft                                                   | Rollenspiel                                | Ja     | 24. April 2018                             |
| South Park: Der Stab der Wahrheit                              | Obsidian Entertainment                  | Ubisoft                                                   | Rollenspiel                                | Nein   | 25. September 2018                         |
| Space Blaze                                                    | UIG Entertainment                       | UIG Entertainment                                         | Shoot 'em up                               | Nein   | 5. Dezember 2019                           |
| Space Cows                                                     | Happy Corruption                        | ALL IN! GAMES                                             | Action                                     | Nein   | 5. September 2019                          |
| Space Dave!                                                    | Choice Provision                        | Choice Provisions                                         | Shoot 'em up                               | Nein   | 20. Februar 2018                           |
| Space Lift Danger Panic!                                       | Springloaded                            | Springloaded                                              | Action                                     | Nein   | 15. Februar 2019                           |
| Space Pioneer                                                  | QubicGames                              | QubicGames                                                | Rollenspiel Shoot 'em up                   | Nein   | 6. Dezember 2019                           |
| Space Ribbon                                                   | Onteca                                  | Onteca                                                    | Rennspiel                                  | Nein   | 24. August 2018                            |
| Space War Arena                                                | Playchemy                               | Playchemy                                                 | Strategie                                  | Nein   | 28. Februar 2019                           |
| SpaceColorsRunner                                              | Arach Games                             | Arach Games                                               | Arcade                                     | Nein   | 30. August 2019                            |
| Spacecats with Lasers                                          | Bitten Toast Games                      | Bitten Toast Games                                        | Shoot 'em up                               | Nein   | 22. Februar 2018                           |
| Spacejacked                                                    | Rotten Mage                             | Ratalaika Games                                           | Action                                     | Nein   | 12. Juni 2020                              |
| Spaceland                                                      | Tortuga Team                            | Ellada Games                                              | Adventure                                  | Nein   | 30. Oktober 2019                           |
| Sparkle 2                                                      | 10tons                                  | 10tons                                                    | Puzzle                                     | Nein   | 28. September 2017                         |
| Sparkle 2 EVO                                                  | Forever Entertainment                   | Forever Entertainment                                     | Puzzle                                     | Nein   | 2. November 2017                           |
| Sparkle 3 Genesis                                              | Forever Entertainment                   | Forever Entertainment                                     | Puzzle                                     | Nein   | 15. März 2018                              |
| Sparkle 4 Tales                                                | Forever Entertainment                   | Forever Entertainment                                     | Puzzle                                     | Nein   | 30. Januar 2020                            |
| Sparkle Zero                                                   | Forever Entertainment                   | Forever Entertainment                                     | Simulation                                 | Nein   | 26. April 2018                             |
| Sparkle Unleashed                                              | 10tons                                  | 10tons                                                    | Puzzle                                     | Nein   | 25. Dezember 2017                          |
| Sparklite                                                      | Red Blue Games                          | Merge Games                                               | Rollenspiel                                | Ja     | 14. November 2019                          |
| Spartan                                                        | Sinister Cyclops                        | Sinister Cyclops                                          | Platformer                                 | Nein   | 1. April 2018                              |
| Spartan First                                                  | Glass Bottom Games                      | JanduSoft                                                 | Rollenspiel                                | Nein   | 28. Februar 2020                           |
| Speaking Simulator                                             | Affable Games                           | Affable Games                                             | Simulation                                 | Nein   | 30. Januar 2020                            |
| Spectrum                                                       | 3D Avenue                               | Digerati                                                  | Platformer                                 | Nein   | 20. August 2018                            |
| Speed Brawl                                                    | Kongregate                              | Kongregate                                                | Rennspiel                                  | Nein   | 1. November 2018                           |
| Speed Dating for Ghosts                                        | Copychaser Games                        | Laundry Bear Games                                        | Simulation                                 | Nein   | 14. Februar 2020                           |
| SpeedRunners                                                   | tinyBuild Games                         | tinyBuild Games                                           | Platformer                                 | Nein   | 23. Januar 2020                            |
| Speedway Racing                                                | SuperPowerUpGames                       | SuperPowerUpGames                                         | Rennspiel                                  | Nein   | 14. Februar 2020                           |
| Spell Casting: Purrfectly Portable Edition                     | Hidden Trap                             | Hidden Trap                                               | Education                                  | Nein   | 28. Juni 2019                              |
| SpellKeeper                                                    | Silesia Games                           | Silesia Games                                             | Puzzle                                     | Nein   | 2. April 2019                              |
| Spellspire                                                     | 10tons                                  | 10tons                                                    | Puzzle                                     | Nein   | 9. November 2017                           |
| Spellworm                                                      | Chequered Ink                           | Chequered Ink                                             | Puzzle                                     | Nein   | 20. September 2019                         |
| Spelunker Party!                                               | Tozai Games                             | Square Enix                                               | Adventure                                  | Nein   | 19. Oktober 2017                           |
| Spencer                                                        | EntwicklerX                             | EntwicklerX                                               | Platformer                                 | Nein   | 18. Oktober 2018                           |
| Spheroids                                                      | Eclipse Games                           | Eclipse Games                                             | Platformer                                 | Nein   | 27. Juli 2018                              |
| Sphinx and the Cursed Mummy                                    | THQ Nordic                              | THQ Nordic                                                | Action-Adventure                           | Ja     | 29. Januar 2019                            |
| Spice and Wolf VR                                              | Gemdrops                                | Gemdrops                                                  | Adventure                                  | Nein   | 5. September 2019                          |
| Spider Solitaire                                               | Baltoro Games                           | Baltoro Games                                             | Kartenspiel                                | Nein   | 17. Januar 2020                            |
| Spider Solitaire F                                             | Esquadra                                | Flyhigh Works                                             | Kartenspiel                                | Nein   | 13. September 2018                         |
| SpiderSolitaire BLACK                                          | G-mode                                  | G-mode                                                    | Kartenspiel                                | Nein   | 25. Oktober 2018                           |
| Spintires: MudRunner – American Wilds Edition                  | Saber Interactive                       | Focus Home Interactive                                    | Simulation                                 | Ja     | 27. November 2018                          |
| Spiral Splatter                                                | Sometimes You                           | Sometimey You                                             | Puzzle                                     | Nein   | 13. März 2018                              |
| Spirit Hunter: NG                                              | Ghostlight                              | Aksys Games                                               | Adventure                                  | Nein   | 10. Oktober 2019                           |
| Spirit of the North                                            | Infuse Studio                           | Merge Games                                               | Adventure Puzzle                           | Ja     | 7. Mai 2020 Retail: 12. Juni 2020          |
| Spirit Roots                                                   | Fireart Games                           | Drageus Games                                             | Platformer                                 | Nein   | 1. November 2019                           |
| SpiritSphere DX                                                | Eendhoorn                               | Fabraz                                                    | Action                                     | Nein   | 2. Juli 2018                               |
| Splash Blast Panic                                             | Digital Smash                           | Digital Smash                                             | Party                                      | Nein   | 4. Oktober 2018                            |
| Splasher: No Pain No Gain                                      | SplashTeam                              | Playdius                                                  | Platformer                                 | Nein   | 26. Oktober 2017                           |
| Splat the Fruit                                                | West Coast Software                     | West Coast Software                                       | Puzzle                                     | Nein   | 6. April 2018                              |
| Splatoon 2                                                     | Nintendo EPD                            | Nintendo                                                  | Third-Person-Shooter                       | Ja     | 21. Juli 2017                              |
| Splatoon 3                                                     | Nintendo EPD                            | Nintendo                                                  | Third-Person-Shooter                       | Ja     | 9. September 2022                          |
| Splitter Critters                                              | Despite                                 | Despite                                                   | Puzzle                                     | Nein   | 15. Mai 2018                               |
| Spoiler Alert                                                  | Megafuzz                                | Megafuzz                                                  | Platformer                                 | Nein   | 1. Februar 2019                            |
| Spooky Ghosts Dot Com                                          | Grizzly Wizard Games                    | Lone Wolf Technology                                      | Platformer                                 | Nein   | 2. Oktober 2019                            |
| Sports Party                                                   | Ubisoft                                 | Ubisoft                                                   | Party                                      | Ja     | 30. Oktober 2018                           |
| Spot the Difference: Party!                                    | Sabec                                   | Sabec                                                     | Arcade                                     | Nein   | 17. Januar 2019                            |
| Spot the Difference: Ultimate Edition                          | Sabec                                   | Sabec                                                     | Arcade                                     | Nein   | 26. Februar 2018                           |
| Spy Chameleon                                                  | Unfinished Pixel                        | Unfinished Pixel                                          | Stealth                                    | Nein   | 9. März 2018                               |
| Spyro: Reignited Trilogy                                       | Toys for Bob                            | Activision                                                | Platformer                                 | Ja     | 3. September 2019                          |
| Squidgies Takeover                                             | Giant Margarita                         | Giant Margarita                                           | Platformer                                 | Nein   | 14. November 2019                          |
| Squidlit                                                       | Squidlit Ink                            | Squidlit Ink                                              | Platformer                                 | Nein   | 14. Januar 2020                            |
| Squareboy vs. Bullies: Arena Edition                           | Rohan Narang                            | Ratalaika Games                                           | Beat ’em up                                | Nein   | 12. Oktober 2017                           |
| Squidlit                                                       | Squidlit Ink                            | Squidlit Ink                                              | Platformer                                 | Nein   | 14. Januar 2020                            |
| Squids Odyssey                                                 | The Game Bakers                         | The Game Bakers                                           | Strategie-Rollenspiel                      | Nein   | 5. Juli 2018                               |
| STAB STAB STAB!                                                | Sbug Games                              | Monster Couch                                             | Fighting                                   | Nein   | 28. Februar 2020                           |
| Standby                                                        | Hypertrain Digital                      | Hypertrain Digital                                        | Platformer                                 | Nein   | 1. August 2019                             |
| Star Ghost                                                     | Squarehead Studios                      | Rainy Frog                                                | Shooter                                    | Nein   | 30. November 2017                          |
| Star Ocean: First Departure R                                  | Tose                                    | Square Enix                                               | Rollenspiel                                | Nein   | 5. Dezember 2019                           |
| Star Sky                                                       | JMJ Interactive                         | Active Gaming Media                                       | Adventure                                  | Nein   | 23. Mai 2019                               |
| Star Story: The Horizon Escape                                 | Forever Entertainment                   | Forever Entertainment                                     | Arcade                                     | Nein   | 19. Juli 2018                              |
| Star Wars Jedi Knight: Jedi Academy                            | Aspyr                                   | Aspyr                                                     | Adventure                                  | Nein   | 26. März 2020                              |
| Star Wars Pinball                                              | Zen Studios                             | Zen Studios                                               | Flipper                                    | Ja     | 13. September 2019                         |
| Star-Crossed Myth - The Department of Punishments -            | Voltage                                 | Voltage                                                   | Visual Novel                               | Nein   | 4. Juni 2020                               |
| Star-Crossed Myth - The Department of Wishes -                 | Voltage                                 | Voltage                                                   | Visual Novel                               | Nein   | 4. Juni 2020                               |
| StarBlox Inc.                                                  | IlluminationGames                       | IlluminationGames                                         | Puzzle                                     | Nein   | 18. Oktober 2019                           |
| Stardew Valley                                                 | ConcernedApe                            | Chucklefish Games                                         | Simulation Rollenspiel                     | Nein   | 5. Oktober 2017                            |
| StarDrone                                                      | Beatshapers                             | Beatshapers                                               | Arcade                                     | Nein   | 21. März 2019                              |
| Stardust Galaxy Warriors: Stellar Climax                       | Dreamloop Games                         | Aksys Games                                               | Shoot 'em Up                               | Nein   | 29. November 2018                          |
| Starlink: Battle for Atlas                                     | Ubisoft Toronto                         | Ubisoft                                                   | Action-Adventure                           | Ja     | 16. Oktober 2018                           |
| Starman                                                        | Nada Studio                             | Nada Studio                                               | Adventure                                  | Nein   | 13. Dezember 2018                          |
| Starship Avenger Operation: Take Back Earth                    | Tom Create                              | Tom Create                                                | Arcade                                     | Nein   | 19. Juli 2018                              |
| Startide                                                       | Swimming Scorpions MMEU                 | Badland Games                                             | Shooter                                    | Nein   | 26. Oktober 2018                           |
| State of Anarchy: Master of Mayhem                             | Sometimes You                           | Sometimes You                                             | Action                                     | Nein   | 1. August 2018                             |
| State of Mind                                                  | Daedalic Entertainment                  | Daedalic Entertainment                                    | Action-Adventure                           | Ja     | 15. August 2018                            |
| STAY                                                           | Appnormals Team                         | PQube                                                     | Puzzle                                     | Nein   | 12. September 2018                         |
| Stay Cool, Kobayashi-San!: A River City Ransom Story           | Arc System Works                        | Arc System Works                                          | Beat ’em up                                | Nein   | 7. November 2019                           |
| Steamburg                                                      | Monster Couch                           | Monster Couch                                             | Action                                     | Nein   | 22. November 2018                          |
| SteamWorld Dig: A Fistful of Dirt                              | Image & Form                            | Image & Form                                              | Platformer                                 | Nein   | 1. Februar 2018                            |
| SteamWorld Dig 2                                               | Image & Form                            | Image & Form Retail: Rising Star Games                    | Platformer                                 | Ja     | 21. September 2017 Retail: 27. April 2018  |
| SteamWorld Heist: Ultimate Edition                             | Image & Form                            | Image & Form                                              | Rundenbasiertes Strategiespiel             | Nein   | 28. Dezember 2017                          |
| SteamWorld Quest: Hand of Gilgamech                            | Image & Form                            | Image & Form Retail: Super Rare Games                     | Adventure Rollenspiel                      | Ja     | 25. April 2019 Retail: Super Rare Games    |
| Steel Rain                                                     | PolarityFlow                            | PolarityFlow                                              | Shoot 'em up                               | Nein   | 21. Mai 2020                               |
| Steins;Gate 0                                                  | Spike Chunsoft                          | Spike Chunsoft                                            | Visual Novel                               | Nein   | 10. Dezember 2019                          |
| Steins;Gate Elite                                              | Spike Chunsoft                          | Koch Media                                                | Visual Novel                               | Ja     | 19. Februar 2019                           |
| Steins;Gate: My Darling's Embrace                              | Spike Chunsoft                          | Spike Chunsoft                                            | Visual Novel                               | Nein   | 10. Dezember 2019                          |
| Stela                                                          | Skybox Labs                             | Skybox Labs                                               | Adventure Puzzle                           | Nein   | 13. März 2020                              |
| Stellar Interface                                              | Imagination Overflow                    | Imagination Overflow                                      | Shoot 'em up                               | Nein   | 11. Januar 2019                            |
| STELLATUM                                                      | Satur Entertainment                     | Sometimes You                                             | Shoot 'em up                               | Nein   | 9. Oktober 2019                            |
| Steredenn: Binary Stars                                        | Pixelnest Studio                        | Plug In Digital Retail: Super Rare Games                  | Shoot 'em up                               | Ja     | 8. März 2018 Retail: 6. Dezember 2018      |
| Stern Pinball Arcade                                           | System 3 Software                       | System 3 Software                                         | Flipper                                    | Ja     | 12. Dezember 2017                          |
| Steven Universe: Save the Light                                | Grumpyface                              | Outright Games                                            | Rollenspiel                                | Nein   | 2. November 2018                           |
| Stick It To The Man!                                           | Zoink Games                             | Zoink Games                                               | Adventure Platformer                       | Nein   | 23. November 2017                          |
| Still There                                                    | Iceberg Interactive                     | Iceberg Interactive                                       | Adventure Puzzle                           | Nein   | 21. November 2019                          |
| STONE                                                          | Convict Games                           | Convict Games                                             | Adventure Rollenspiel                      | Nein   | 8. Mai 2020                                |
| Stories Untold                                                 | No Code                                 | Devolver Digital                                          | Adventure Puzzle                           | Nein   | 16. Januar 2020                            |
| Story of a Gladiator                                           | Brain Seal                              | Brain Seal                                                | Action                                     | Nein   | 27. November 2019                          |
| Stranded Sails - Explorers of the Cursed Islands               | Lemonbomb Entertainment                 | Merge Games                                               | Adventure Rollenspiel                      | Nein   | 17. Oktober 2019                           |
| Strange Telephone                                              | HZ3 Software                            | Playism                                                   | Adventure                                  | Nein   | 7. November 2019                           |
| Stranger Things 3: The Game                                    | Duffer Brothers                         | Netflix/BonusXP                                           | Action                                     | Nein   | 4. Juli 2019                               |
| Strawberry Vinegar                                             | Ebi-hime                                | Ratalaika Games                                           | Adventure Rollenspiel                      | Nein   | 5. Juni 2020                               |
| Street Basketball                                              | Baltoro Games                           | Baltoro Games                                             | Basketball                                 | Nein   | 12. April 2019                             |
| Streets of Rage 4                                              | Dotemu                                  | Dotemu                                                    | Beat ’em up                                | Nein   | 30. April 2020                             |
| Streets of Red: Devil’s Dare Deluxe                            | Secret Base                             | Secret Base                                               | Beat ’em up                                | Nein   | 28. Februar 2018                           |
| Streets of Rogue                                               | tinyBuild Games                         | tinyBuild Games                                           | Rollenspiel                                | Nein   | 12. Juli 2019                              |
| Street Outlaws: The List                                       | MadCow                                  | MadCow                                                    | Rennspiel                                  | Ja     | 22. Oktober 2019                           |
| Stikebold! Ein Dodgeball-Abenteuer! Deluxe                     | Game Swing                              | Reign Bros                                                | Party                                      | Nein   | 29. Dezember 2017                          |
| Stones of the Revenant                                         | ChickenCat Games                        | ChickenCat Games                                          | Platformer                                 | Nein   | 31. März 2020                              |
| Storm Boy                                                      | Level 77                                | Level 77                                                  | Adventure                                  | Nein   | 20. November 2018                          |
| Storm in a Teacup                                              | Rising Star Games                       | Rising Star Games                                         | Platformer                                 | Nein   | 25. Oktober 2018                           |
| Straimium Immortaly                                            | Anthony Case                            | Digerati                                                  | Shoot 'em Up                               | Nein   | 25. Dezember 2019                          |
| Stray Cat Doors                                                | Pulsmo                                  | Pulsmo                                                    | Adventure-Puzzle                           | Nein   | 31. Januar 2019                            |
| Street Fighter 30th Anniversary Collection                     | Capcom                                  | Capcom                                                    | Fighting                                   | Ja     | 29. Mai 2018                               |
| Strike! Ten Pin Bowling                                        | Touch Mechanics                         | Touch Mechanics                                           | Bowling                                    | Nein   | 23. Januar 2020                            |
| Strike Force - War on Terror                                   | Polygon Art                             | Polygon Art                                               | Ego-Shooter                                | Nein   | 21. November 2019                          |
| Strike Force Kitty                                             | Deqaf Studio                            | No Gravity Games                                          | Rollenspiel Platformer                     | Nein   | 29. November 2019                          |
| Strike Suit Zero: Director's Cut                               | Born Ready Games                        | Born Ready Games                                          | Shoot 'em Up Action                        | Nein   | 2. Mai 2019                                |
| Strikers 1945                                                  | Psikyo                                  | Zerodiv                                                   | Shoot 'em Up                               | Nein   | 3. August 2017                             |
| Strikers 1945 II                                               | Psikyo                                  | Zerodiv                                                   | Shoot 'em Up                               | Nein   | 25. Januar 2018                            |
| Strikers 1945 Plus                                             | Psikyo                                  | Zerodiv                                                   | Shoot 'em Up                               | Nein   | 19. Oktober 2018                           |
| Strikey Sisters                                                | DYA GAMES                               | DYA GAMES                                                 | Adventure                                  | Nein   | 14. Februar 2019                           |
| Stump                                                          | SimFabric                               | SimFabric                                                 | Puzzle                                     | Nein   | 23. November 2018                          |
| Stunt Kite Party                                               | HandyGames                              | HandyGames                                                | Party                                      | Nein   | 8. Februar 2019                            |
| Sturmwind EX                                                   | b-alive Duranik                         | b-alive                                                   | Shoot ’em up                               | Nein   | 8. November 2019                           |
| SubaraCity                                                     | Circle Entertainment                    | Circle Entertainment                                      | Simulation                                 | Nein   | 9. August 2018                             |
| Subdivision Infinity DX                                        | MistFly Games                           | Blowfish Studios                                          | Adventure Shoot ’em up                     | Nein   | 8. August 2019                             |
| Sublevel Zero Redux                                            | Sigtrap                                 | Coatsink Software                                         | Shoot ’em up                               | Nein   | 17. Oktober 2019                           |
| Submerged                                                      | Uppercut Games                          | Uppercut Games                                            | Adventure                                  | Nein   | 7. Juni 2019                               |
| Subsurface Circular                                            | Bithell Games                           | Bithell Games                                             | Adventure                                  | Nein   | 1. März 2018                               |
| Sudoku Relax                                                   | G-mode                                  | G-mode                                                    | Puzzle                                     | Nein   | 18. April 2019                             |
| Sudoku Relax 2 Summer Waves                                    | G-mode                                  | G-mode                                                    | Puzzle                                     | Nein   | 1. August 2019                             |
| Sudoku Relax 3 Autumn Leaves                                   | G-mode                                  | G-mode                                                    | Puzzle                                     | Nein   | 14. November 2019                          |
| Sudoku Relax 4 Winter Snow                                     | G-mode                                  | G-mode                                                    | Puzzle                                     | Nein   | 20. Februar 2020                           |
| Sudoku Universe                                                | Konstructors Entertainment              | FengHuoLianCheng (Beijing) Science & Technology Co., Ltd. | Puzzle                                     | Nein   | 8. August 2019                             |
| Suicide Guy                                                    | Fabio Ferrera                           | Chubby Pixel                                              | Adventure                                  | Nein   | 10. Mai 2018                               |
| Suicide Guy: Sleepin' Deeply                                   | Fabio Ferrera                           | Chubby Pixel                                              | Adventure                                  | Nein   | 25. Oktober 2018                           |
| Suikoden I&II HD Remaster Gate Rune and Dunan Unification Wars | Konami                                  | Konami                                                    | Computer-Rollenspiel                       | Ja     | 6. März 2025                               |
| Summer Sports Games                                            | Joindots GmbH                           | Joindots GmbH                                             | Sport                                      | Ja     | 16. Mai 2019 eShop: 6. Juni 2019           |
| Summer Sweetheart                                              | Fengyun                                 | Fengyun                                                   | Rollenspiel Simulation                     | Nein   | 17. Oktober 2019                           |
| Sumer                                                          | Studio Wumpus                           | Studio Wumpus                                             | Brettspiel                                 | Nein   | 13. April 2018                             |
| Sundered                                                       | Thunder Lotus Games                     | Thunder Lotus Games                                       | Adventure                                  | Nein   | 21. Dezember 2018                          |
| Sunless Sea: Zubmariner Edition                                | Failbetter Games Blitworks              | Digerati                                                  | Adventure Rollenspiel                      | Nein   | 23. April 2020                             |
| Super Arcade Soccer                                            | EnjoyUp Games                           | EnjoyUp Games                                             | Sport                                      | Nein   | 31. Mai 2019                               |
| Super Battle Cards                                             | Baltoro Games                           | Baltoro Games                                             | Puzzle                                     | Nein   | 31. Januar 2020                            |
| Super Beat Sports                                              | Harmonix                                | Harmonix                                                  | Rhythmusspiel                              | Nein   | 2. November 2017                           |
| Super Bit Blaster XL                                           | Nickervision Studios                    | Nickervision Studios                                      | Action                                     | Nein   | 16. März 2020                              |
| Super Blackjack Battle 2 Turbo Edition: The Card Warriors      | Stage Clear Studios                     | Headup Games                                              | Kartenspiel                                | Nein   | 7. August 2018                             |
| Super Blood Hockey                                             | Loren Lemcke                            | Digerati                                                  | Eishockey                                  | Nein   | 26. April 2019                             |
| Super Bomberman R                                              | Konami HexaDrive                        | Konami                                                    | Action                                     | Ja     | 3. März 2017                               |
| Super Box Land Demake                                          | lightUP                                 | Ratalaika Games                                           | Puzzle                                     | Nein   | 11. Oktober 2019                           |
| Super Chariot                                                  | Frima Studio                            | Microids                                                  | Plattformer                                | Ja     | 10. Mai 2018                               |
| Super Crate Box                                                | Vlambeer                                | Vlambeer                                                  | Platformer                                 | Nein   | 1. Oktober 2019                            |
| Super Crush KO                                                 | Vertex Pop                              | Vertex Pop                                                | Platformer                                 | Nein   | 16. Januar 2020                            |
| Super Daryl Deluxe                                             | Dan & Gary Games                        | Dan & Gary Games                                          | Action                                     | Nein   | 10. April 2018                             |
| Super Destronaut DX                                            | Petite Games                            | Ratalakia Games                                           | Arcade                                     | Nein   | 13. Juli 2018                              |
| Super Destronaut: Land Wars                                    | Petite Games                            | Ratalakia Games                                           | Arcade                                     | Nein   | 13. März 2020                              |
| Super Dodge Ball                                               | Arc System Works                        | Arc System Works                                          | Sport                                      | Nein   | 16. April 2020                             |
| Super Dodgeball Beats                                          | FinalBoss Games                         | PlayStack                                                 | Rhythmusspiel                              | Nein   | 12. September 2019                         |
| Super Dragon Ball Heroes: World Mission                        | Arc System Works                        | Bandai Namco Entertainment                                | Kartenspiel Fighting                       | Ja     | 5. April 2019                              |
| Super Dungeon Tactics                                          | Underbite Games                         | Underbite Games                                           | Adventure                                  | Nein   | 13. September 2018                         |
| Super Hero Fight Club: Reloaded                                | QubicGames                              | QubicGames                                                | Fighting                                   | Nein   | 24. Dezember 2018                          |
| Super Holobunnies: Pause Café                                  | Nkidu                                   | Nkidu                                                     | Adventure Platformer                       | Nein   | 6. Juni 2020                               |
| Super Hydorah                                                  | Locomalito                              | Abylight Studios                                          | Shoot’ em up                               | Nein   | 15. November 2018                          |
| Super Hyperactive Ninja                                        | JanduSoft                               | JanduSoft                                                 | Action                                     | Nein   | 25. Oktober 2018                           |
| Super Inefficient Golf                                         | 34BigThings                             | 34BigThings                                               | Sport                                      | Nein   | 7. September 2018                          |
| Super Jumpy Ball                                               | Casual Games FK AB                      | Casual Games FK AB                                        | Platformer                                 | Nein   | 6. September 2019                          |
| Super Kickers League                                           | Xaloc Studios                           | Xaloc Studios                                             | Sport                                      | Nein   | 20. März 2019                              |
| Super Kirby Clash                                              | HAL Laboratory                          | Nintendo                                                  | Plattformer                                | Nein   | 5. September 2019                          |
| Super Korotama                                                 | Catness Game Studios                    | Catness Game                                              | Puzzle                                     | Nein   | 7. Februar 2020                            |
| Super Life of Pixel                                            | Super Icon                              | WhiteMoon Dreams                                          | Adventure                                  | Nein   | 15. Mai 2019                               |
| Super Loop Drive                                               | Run-Down Games                          | Run-Down Games                                            | Rennspiel                                  | Nein   | 13. Februar 2020                           |
| Super Mario Bros. Wonder                                       | Nintendo EPD                            | Nintendo                                                  | Platformer                                 | Ja     | 20. Oktober 2023                           |
| Super Mario Maker 2                                            | Nintendo                                | Nintendo                                                  | Sandbox                                    | Ja     | 28. Juni 2019                              |
| Super Mario Odyssey                                            | Nintendo EPD                            | Nintendo                                                  | Platformer                                 | Ja     | 27. Oktober 2017                           |
| Super Mario Party                                              | Nintendo EPD                            | Nintendo                                                  | Party                                      | Ja     | 5. Oktober 2018                            |
| Super Mario Party Jamboree                                     | Nintendo Cube                           | Nintendo                                                  | Party                                      | Ja     | 17. Oktober 2024                           |
| Super Meat Boy                                                 | Team Meat                               | BlitWorks                                                 | Platformer                                 | Nein   | 11. Januar 2018                            |
| Super Meat Boy Forever                                         | Team Meat                               | Team Meat                                                 | Platformer                                 | Nein   | 23. Dezember 2020                          |
| Super Mega Baseball 2: Ultimate Edition                        | Metalhead Software                      | Metalhead Software                                        | Sport                                      | Nein   | 25. Juli 2019                              |
| Super Mega Baseball 3                                          | Metalhead Software                      | Metalhead Software                                        | Sport                                      | Nein   | 13. Mai 2020                               |
| Super Mega Space Blaster Special Turbo                         | Bare Knuckle Development                | Bare Knuckle Development                                  | Shoot ’em up                               | Nein   | 14. Januar 2020                            |
| Super Monkey Ball: Banana Blitz HD                             | Amusement Vision                        | Sega                                                      | Platformer                                 | Ja     | 29. Oktober 2019                           |
| Super Mutant Alien Assault                                     | Cybernate                               | Surprise Attack                                           | Action                                     | Nein   | 12. Juli 2019                              |
| Super Neptunia RPG                                             | Idea Factory                            | Idea Factory                                              | Rollenspiel                                | Ja     | 28. Juni 2019                              |
| Super One More Jump                                            | PREMO                                   | SMG Studio                                                | Platformer                                 | Nein   | 25. Januar 2018                            |
| Super Phantom Cat: Remake                                      | Veewo Games                             | Veewo Games                                               | Adventure                                  | Nein   | 21. März 2019                              |
| Super Ping Pong Trick Shot                                     | SIMS                                    | Starsign                                                  | Puzzle                                     | Nein   | 19. Oktober 2017                           |
| Super Pixel Racers                                             | 21c Ducks                               | H2 Interactive                                            | Rennspiel                                  | Nein   | 16. April 2020                             |
| Super Putty Squad                                              | System 3 Software                       | System 3 Software                                         | Platformer                                 | Ja     | 14. November 2017 Retail: 8. Dezember 2017 |
| Super Rocket Shootout                                          | Oddly Shaped Pixels                     | Plug In Digital                                           | Action                                     | Nein   | 5. April 2018                              |
| Super Saurio Fly                                               | FraxelGames                             | FraxelGames                                               | Platformer                                 | Nein   | 27. April 2018                             |
| Super Skelemania                                               | Hidden Trap                             | Hidden Trap                                               | Platformer                                 | Nein   | 6. Juni 2019                               |
| Super Smash Bros. Ultimate                                     | Bandai Namco Studios Sora Ltd.          | Nintendo                                                  | Fighting                                   | Ja     | 7. Dezember 2018                           |
| Super Space Snake                                              | Digital Game Group                      | Digital Game Group                                        | Action                                     | Nein   | 3. April 2020                              |
| Super Sportmatchen                                             | Kaj Forell Video Game Brand             | Dangen Entertainment                                      | Sport                                      | Nein   | 1. Juni 2018                               |
| Super Star Blast                                               | EntwicklerX                             | EntwicklerX                                               | Action                                     | Nein   | 26. April 2019                             |
| Super Star Path                                                | DYA Games                               | DYA Games                                                 | Shoot 'em up                               | Nein   | 11. April 2019                             |
| Super Street: Racer                                            | Team6 Game Studios Rebel Games          | Funbox Media                                              | Rennspiel                                  | Ja     | 7. November 2019                           |
| Super Tennis                                                   | Ultimate Games                          | Ultimate Games                                            | Tennis                                     | Nein   | 27. Januar 2020                            |
| Super Tennis Blast                                             | Unfinished Pixel                        | Unfinished Pixel                                          | Tennis                                     | Nein   | 24. Oktober 2019                           |
| Super Toy Cars                                                 | HeadUp Games                            | HeadUp Games                                              | Rennspiel                                  | Nein   | 2. März 2018                               |
| Super Toy Cars 2                                               | HeadUp Games                            | HeadUp Games                                              | Rennspiel                                  | Nein   | 12. Juni 2020                              |
| Super Trench Attack                                            | Retro Army Limited                      | Storybird                                                 | Adventure                                  | Nein   | 19. Dezember 2019                          |
| Super Treasure Arena                                           | GRIMTALIN                               | GRIMTALIN                                                 | Action                                     | Nein   | 24. Dezember 2018                          |
| Super Volley Blast                                             | Unfinished Pixel                        | Unfinished Pixel                                          | Sport                                      | Nein   | 12. Juli 2018                              |
| Super Weekend Mode                                             | Pixelteriyaki                           | Ratalaika Games                                           | Shoot 'em up                               | Nein   | 12. April 2019                             |
| Super Wiloo Demake                                             | Ratalaika Games                         | Ratalaika Games                                           | Platformer                                 | Nein   | 2. August 2019                             |
| Superbeat: Xonic EX                                            | Nurijoy RPM Studios                     | Rising Star Games                                         | Rhythmusspiel                              | Ja     | 30. November 2017                          |
| Superbrothers: Swords & Sworcery EP                            | Capybara Games                          | Capybara Games                                            | Adventure                                  | Nein   | 30. November 2018                          |
| SuperEpic: The Entertainment War                               | Undercoders                             | Numskull Games                                            | Adventure                                  | Nein   | 11. Dezember 2019                          |
| SUPERHOT                                                       | Superhot Team                           | Superhot Team                                             | Shoot 'em Up                               | Nein   | 19. August 2019                            |
| SuperMash                                                      | Digital Continue                        | Digital Continue                                          | Action                                     | Nein   | 8. Mai 2020                                |
| Superola and The Lost Burgers                                  | Undercoders                             | Undercoders                                               | Platformer                                 | Nein   | 22. Februar 2018                           |
| Surfinger                                                      | Digital Melody Games                    | Forever Entertainment                                     | Action                                     | Nein   | 7. Februar 2019                            |
| Surgeon Simulator CPR                                          | Bossa Studios                           | Bossa Studios                                             | Simulation                                 | Nein   | 13. September 2018                         |
| Survive! Mr. Cube                                              | Plug in Digital                         | Plug in Digital                                           | Adventure                                  | Nein   | 28. Juni 2018                              |
| Sushi Striker: The Way of Sushido                              | indieszero                              | Nintendo                                                  | Puzzle                                     | Ja     | 22. März 2019                              |
| Sushi Time                                                     | Firebrand Games                         | Firebrand Games                                           | Puzzle                                     | Nein   | 11. Dezember 2018                          |
| Sven durchgeknallt                                             | Korion Interactive                      | Markt+Technik Verlag                                      | Arcade                                     | Ja     | 10. August 2023                            |
| Swallow Up                                                     | Rising Win Tech                         | Rising Win Tech                                           | Action                                     | Nein   | 2. August 2019                             |
| Swamp Defense 2                                                | EntwicklerX                             | EntwicklerX                                               | Tower Defense                              | Nein   | 15. November 2018                          |
| Swap This!                                                     | Two Tribes Publishing                   | Two Tribes Publishing Retail: Super Rare Games            | Puzzle                                     | Ja     | 2. November 2018 Retail: 22. August 2019   |
| Swapperoo                                                      | Fallen Tree Games                       | Fallen Tree Games                                         | Puzzle                                     | Nein   | 1. Mai 2020                                |
| Swaps and Traps                                                | TeamTrap                                | Drageus Games                                             | Adventure Platformer                       | Nein   | 2. August 2019                             |
| Sweet Witches                                                  | Drageus Games                           | Drageus Games                                             | Action                                     | Nein   | 27. Juli 2019                              |
| Swim Out                                                       | Lozange Lab                             | Lozange Lab                                               | Puzzle                                     | Nein   | 20. März 2018                              |
| Switchy Road                                                   | Dispatch Games                          | Dispatch Games                                            | Puzzle                                     | Nein   | 11. Juli 2019                              |
| Sword Art Online: Fatal Bullet Complete Edition                | Bandai Namco Entertainment Aquria       | Bandai Namco Entertainment                                | Rollenspiel                                | Ja     | 9. August 2019                             |
| Sword Art Online: Hollow Realization Deluxe Edition            | Bandai Namco Entertainment Aquria       | Bandai Namco Entertainment                                | Rollenspiel                                | Ja     | 24. Mai 2019                               |
| Swordbreaker The Game                                          | DuCats Games Studio                     | Drageus Games                                             | Adventure                                  | Nein   | 6. März 2020                               |
| Swords & Soldiers                                              | Ronimo Games                            | Two Tribes Publishing                                     | Echtzeit-Strategie                         | Nein   | 25. Januar 2019                            |
| Swords & Soldiers II Shawarmageddon                            | Ronimo Games                            | Ronimo Games                                              | Echtzeit-Strategie                         | Nein   | 1. März 2019                               |
| Swords of Guardian                                             | Billy Chan Studio                       | Billy Chan Studio                                         | Action                                     | Nein   | 24. November 2018                          |
| Syberia                                                        | Koalabs Studio                          | Microids                                                  | Adventure                                  | Ja     | 20. Oktober 2017                           |
| Syberia II                                                     | Koalabs Studio                          | Microids                                                  | Adventure                                  | Ja     | 30. November 2017                          |
| Syberia 3                                                      | Koalabs Studio                          | Microids                                                  | Adventure                                  | Ja     | 18. Oktober 2018                           |
| Syder Reloaded                                                 | Studio Evil                             | Studio Evil                                               | Arcade                                     | Nein   | 16. März 2020                              |
| Sydney Hunter and the Curse of the Mayans                      | CollectorVision Games                   | Gregarious Games                                          | Action-Adventure                           | Nein   | 12. September 2019                         |
| Symmetry                                                       | Sleepless Clinic                        | Imagination                                               | Adventure                                  | Nein   | 19. März 2019                              |
| Syrup and The Ultimate Sweet                                   | Ratalaika Games                         | Ratalaika Games                                           | Adventure                                  | Nein   | 4. März 2020                               |